# Garaszewo
Garaszewo – niewielka część Poznania, w obrębie osiedla samorządowego Krzesiny-Pokrzywno-Garaszewo, położona na południowy wschód od centrum miasta (pomiędzy Starołęką a Krzesinami). 

## Historia
Wieś Garaszewo stanowiła własność poznańskiej Kapituły, i z jej dokumentów pochodzi pierwszy zapis wzmiankujący Garaszewo (Garaschewo). W roku 1400 archidiakon poznański Wojciech przekazał swojemu domownikowi Mirosławowi przywilej na sołectwo we wsi kapitulnej Garaszewo. Początki wsi sięgać mogą, w świetle badań archeologicznych, czasów między drugą połową X a połową XII wieku. Wieś duchowna, własność prepozyta kapituły katedralnej poznańskiej, pod koniec XVI wieku leżała w powiecie poznańskim  województwa poznańskiego. Wieś ta została w XIX wieku przeniesiona w obecne miejsce.
W granice Poznania została włączona w 1940 roku.

## Stan obecny
Obecnie Garaszewo ciągle zachowuje charakter rolniczy, z powoli rozwijającą się zabudową willową i małymi zakładami rzemieślniczo-przemysłowymi.
Przez Garaszewo przebiega fragment poznańskiego odcinka autostrady A2, planowano nawet budowę w tym miejscu węzła Starołęka ale z uwagi na koszty ostatecznie nie doszło do jego realizacji. W Garaszewie znajduje się pętla, na której swój przebieg kończą linie autobusowe 189 i 194.

## Położenie
Najwyżej położonym miejscem w Garaszewie jest sztucznie wzniesienie Garaszewska Góra, usypane na dawnym wysypisku śmieci. Wytyczono przez nie ścieżkę pieszo - rowerową. Zimą, jest to miejsce wręcz idealne do zjazdów na sankach, z kolei latem do podziwiana zachodów słońca. Ze wzniesienia rozciąga się panorama  na całą dzielnicę oraz osiedla ratajskie i Minikowo.

## Przyroda

### Użytek ekologiczny "Świątnica I"
Zasugerowano, aby ta sekcja została przeniesiona do artykułu Świątnica I. (dyskusja)
Użytek znajduje się na południowych peryferiach Poznania. Został powołany w wyniku uchwały Rady Miasta Poznania z 10 maja 1994 roku pod nazwą "Świątnica I" dla ochrony ostatniego śladu roślinności, która rozpowszechniona była w tej części miasta w okresie poprzedzającym jego intensywny rozwój. Obejmuje odcinek cieku Świątnica oraz otaczające go podmokłe łąki. Teren użytku rozciąga się pomiędzy dwoma stacjami kolejowymi: Poznań–Franowo i Poznań–Krzesiny na długości około 3 km i szerokości 300-400 m. 
Obecnie sytuacja prawna użytku ekologicznego "Świątnica I" skomplikowała się z wejściem w życie Ustawy o ochronie przyrody z dnia 16 kwietnia 2004 r. (Dz.U. z 2022 r. poz. 916). Sytuacja prawna użytków ekologicznych, powołanych uchwałą Rady Miasta Poznania, skomplikowała się w związku z wejściem w i utraty mocy ustawy z dnia 16 października 1991 r. (Dz. U. Nr 114, poz. 492) oraz brakiem zapisu utrzymującego w mocy tego typu postanowienia w przepisach przejściowych znowelizowanej ustawy o ochronie przyrody z dnia 7 grudnia 2000 r. (Dz.U. z 2001 r. nr 3, poz. 21). Skutkiem czego ustawa o utworzeniu użytków ekologicznych na terenie miasta Poznania utraciła swoją  moc obowiązującą. W obecnej sytuacji prawnej użytki ekologiczne rada Miasta może ponownie powołać na podstawie art. 44 ust. 1 Ustawy z dnia 16 kwietnia 2004 r. (Dz.U. z 2000 r. nr 92, poz. 880),(Jackowiak 2005 na podstawie stanowiska Wojewódzkiego Konserwatora Przyrody w Poznaniu z dnia 4 lutego 2005).

#### Flora
Flora występująca w wąskim korycie Świątnicy uderza swą różnorodnością. Można tu spotkać gatunki o całkiem odmiennych wymaganiach środowiskowych. W rowie, którym płynie strumień i na jego brzegach oraz w wąskim pasie towarzyszących łąk zanotowano występowanie 120 (stan z 1997-1998 roku) gatunków roślin zielnych, zaliczanych do 31 rodzin. Większość z nich to gatunki związane ze środowiskiem wodnym, błotnym i podmokłych łąk. Licznie występują np. :
- trzcina pospolita (Phragmites australis)
- pałka szerokolistna (Typha latifolia)
- rdest ziemnowodny (Polygonium amphibium)
- turzyca błotna (Carex acutiformis)

Wymienione gatunki na niektórych odcinkach cieku tworzą charakterystyczne łany. Łany np. turzyc są bardzo rozległe i niekiedy, osiągają długość od 10 do 50 metrów; pałki wodnej od 2 do 10 metrów; trzciny pospolitej od 10 do 40 metrów. 
Występują tutaj gatunki zaliczane do zagrożonych i potencjalnie zagrożonych we florze Wielkopolski:
- ożanka czosnkowa (Teucrium scordium)
- gwiazdnica błotna (Stellaria  palustris)
- tarczyca pospolita (Scutellaria galericulata)
- koniopłoch łąkowy (Silaum silaus)

Większość zanotowanych roślin to gatunki rodzimego pochodzenia klasyfikowane jako apofity czyli, rośliny wykazujące stałą  tendencję do zajmowania siedlisk antropogenicznych i silnie przekształconych, lub spontaneofity półsynantropijne – rośliny utrzymujące się na siedliskach antropogenicznych silnie przekształconych lub nawet osiągające na nich optimum rozwojowe.
W korycie Świątnicy rosną pojedyncze drzewa, które są jedynymi pozostałościami terenów drzewiastych, występujących tu dawniej. Na terenie notowano kilka gatunków wierzb i olchę czarną. 
Spośród zanotowanych gatunków na uwagę zasługują spontaneofity i apofity określane jako bezpośrednio zagrożone lub potencjalnie narażone, należą  do nich m.in.: 
- ożanka czosnkowa (Teucrium scordium)
- tarczyca pospolita (Scutellaria galericulata)
- dziurawiec skrzydełkowaty (Hypericum tetrapterum)
- wiązówka błotna (Filipendula ulmaria)
- łączeń baldaszkowy (Butomus umbellatus)
- kościenica wodna (Myosoton aquaticum)
- kosaciec żółty (Iris pseudoacorus)
- mięta okręgowa (Mentha x verticillata)
- rzeżucha łąkowa (Cardamine pratensis)
- przetacznik bobownik (Veronica anagallis–aqutica)
- krwiściąg lekarski (Sanguisorba officinalis)
- jeżogłówka gałęzista (Sparganium erectum)

#### Fauna
Spośród zwierząt związanych bezpośrednio ze środowiskiem wodnym zanotowano występowanie w Świątnicy siedem gatunków kręgowców:
- cierniczek (Pungitius pungitius)
- traszka zwyczajna (Triturus vulgaris)
- żaba trawna (Rana temporaria)
- żaba zielona (Rana esculenta complex)
- grzebiuszka ziemna (Pelobates fuscus)
- ropucha szara (Bufo bufo)
- ropucha zielona (Bufo viridis)

Rzadkim gatunkiem jest jaszczurka zwinka – jedyny gad notowany na terenie użytku. 
Stwierdzono występowanie ponad 70 gatunków bezkręgowców związanych ze środowiskiem wodnym. W Świątnicy żyją dwa gatunki pijawek:
- pijawka końska (Haemopis sanguisuga)
- Helobdella stagnalis.

Liczne są ślimaki wodne reprezentowane przez pięć gatunków:
- zatoczek pospolity (Planorbis planorbis)
- zatoczek rogowy (Planorbarius corneus)
- błotniarka pospolita (Galba palustris)
- zagrzebka pospolita (Bithynia tentaculata)
- bursztynka pospolita (Succinea putris)

Pospolity jest niewielki skorupiak: ośliczka pospolita (Asellus aquaticus).
Wśród ponad 50 gatunków owadów najliczniej reprezentowane są chrząszcze – 28 gatunków, najwięcej z rodziny pływakowatych (Dycsitidae) i ałużnicowatych (Hydrophylidae). Z obecnością roślin wodnych związane są Aphtona nonstriata – monofag kosaćca oraz Colliuris melanura  – niewielki przedstawiciel rodziny biegaczowatych polujący na trzcinach.
Na uwagę zasługują także ważki – 8 gatunków, między innym świtezianka błyszcząca (Calopteryx splendens), ważka płaskobrzucha (Libellula depressa) i tężnica wytworna (Ischnura elegans). Na całej długości cieku licznie występują chruściki (Trichoptera) – można obserwować ich larwy ukryte w charakterystycznych domkach. Owady te są bardzo trudne do oznaczenia, występują tutaj co najmniej 4 gatunki.
Na roślinach wzdłuż brzegów Świątnicy oraz wystających ponad toń wysokich roślinach wodnych często można dostrzec siedzącego w centrum sieci, pięknie ubarwionego,  chronionego pająka - tygrzyka paskowanego (Argiope bruennichi). Jest on najliczniejszy w środkowej części cieku. W latach 1997–1998 populacja tygrzyka była najliczniejsza – w 1999 roku notowano 3–4 osobniki na m², natomiast w tym 2000 roku jedynie 1–2 osobniki na m², tendencja ta utrzymuje się nadal.

### Krzyże przydrożne
Podróżując główną ulicą Garaszewa można zobaczyć ostatnie dwa krzyże przydrożne z kilku, które nie zachowały się do dzisiaj. Pierwszy z nich, stoi na vis a vis drogi prowadzącej do gospodarstwa państwa Paszkiewiczów (ul. Garaszewo 4). Krzyż ten został postawiony przed II wojną światową. W czasie wojny zburzony przez Niemców a jego pozostałości ukrywane przez jedną z mieszkanek osiedla. Na krzyżu widnieje figurka Pana Jezusa (pasyjka) - drewniana. Po zakończeniu wojny, postawiono nowy krzyż dębowy z tą samą drewniana pasyjką. Obecnie drewniany krzyż zastąpiono metalowym. Krzyżem i jego otoczeniem opiekują się Państwo Paszkiewicz.
Drugi krzyż przydrożny, znajduje się na posesji Państwa Grysków (ul. Garaszewo 2). Widnieje na nim napis "Fundowali Maryja i Franciszek Gryska w roku 1949". Krzyż do dziś jest drewniany, postawiono go w podziękowaniu za przeżycie II wojny światowej. Figurka Pana Jezusa – metalowa, okryta półokrągłym daszkiem. Pieczę nad jego stanem, sprawują Państwo Gryska.

### Schron poniemiecki
Nieopodal krzyża z pasyjką, ok. 300 metrów od ul. Garaszewo 4 wśród pól, znajduje się schron poniemiecki. Bunkier składa się z trzech pomieszczeń, pięciu wejść w tym jedno drabinkowe (kominowe) i dwóch korytarzy. Obiekt posiada dobrze zachowane otwory strzelnicze i wentylacyjne, niestety wnętrze częściowo zasypane nawianą ziemią. Nie zachowała się instalacja eklektyczna ani włazy do poszczególnych pomieszczeń. Betonowe ściany porastają bardzo bujnie porostami i mszakami. We wnętrzu można czasami zobaczyć nietoperze. Schron znajduje się na terenie prywatnym, ewentualna możliwość zwiedzenia musi zostać uzgodniona z właścicielem gruntu (Jerzy Paszkiewicz, ul. Garaszewo 4).